# 徐豁
徐 豁（じょ かつ、378年 - 428年）は、東晋から南朝宋にかけての官僚。字は万同。本貫は東莞郡姑幕県。

## 経歴
東晋の太子左衛率の徐邈（徐広の兄）の子として生まれた。隆安末年に太学博士となった。元興元年（402年）、桓玄が政権を掌握すると、徐豁は糾弾を受けて免官された。元興3年（404年）、桓玄が敗れると、徐豁は秘書郎となった。尚書倉部郎となり、何無忌の下で右軍功曹をつとめ、鎮南参軍に転じた。入朝して祠部に入り、永世県令・建武司馬・中軍参軍・尚書左丞を歴任した。
宋の永初初年、徐羨之の下で鎮軍司馬となり、入朝して尚書左丞となり、山陰県令をつとめた。
元嘉初年、始興郡太守となった。元嘉3年（426年）、内政の三事について上奏した。文帝に良守と評されて、賞与を受けた。
元嘉5年（428年）、持節・都督広交二州諸軍事・寧遠将軍・平越中郎将・広州刺史に任じられたが、受けないうちに死去した。享年は51。

## 伝記資料
- 『宋書』巻92 列伝第52
- 『南史』巻33 列伝第23